# Lycocerus miekoae
Lycocerus miekoae là một loài bọ cánh cứng trong họ Cantharidae. Loài này được Takakura miêu tả khoa học năm 1987.